# Litis contestatio
En el Derecho romano el término litis contestatio varía según el tipo de procedimiento en que tiene lugar. En el procedimiento de las acciones de la ley, la litis contestatio es el momento de la fase in iure en que son llamados los testigos del juicio para que recuerden lo que en dicha fase ha ocurrido y lo repitan ante el magistrado. En el procedimiento formulario la litis contestatio es un momento jurídico procesal un poco más complejo, que suele confundirse con el momento en que el demandado recibe la fórmula del demandante y la acepta, quedando así definido el juicio. Ya en la cognitio extraordinem la litis contestatio adopta una fisonomía diferente, puesto que si bien remite a un momento procesal específico, esto es, el momento en que la demanda es notificada al demandado, sus efectos dejan de ser los que se habían configurado durante la vigencia del procedimiento formulario.

## Evolución de la litis contestatio

### Litis contestatio en las Acciones de la Ley
Designación de testigos ante pontífices. Ellos daban fe de lo ocurrido, ante el magistrado y ante el juez.

### Litis contestatio en el Procedimiento Formulario
Pretor da un decreto por el que concede acción, fija la fórmula y la hace constar en tablillas, ante testigos (testatio)

### Litis contestatio en el Procedimiento Extraordinario
Notificación de la demanda al demandado, citándolo a la presencia del magistrado.
- Al momento de la litis contestatio, la cuestión litigosa se convierte en el objeto del juicio.
- Estando de acuerdo las partes en el contenido de la fórmula, se designaba al juez.

## Naturaleza jurídica de la litis contestatio
Se discute hasta el día de hoy si la litis contestatio es un contrato o un quasicontrato.
Los argumentos de ambas posturas son los siguientes:

### Litis contestatio como contrato solemne
Se trata de una tesis antigua, patrocinada en su momento por Moritz Wlassak, que hoy ha sido dejada casi completamente de lado. Si se sintetiza hasta el extremo esta interesante tesis, la litis contestatio queda conformada por los siguientes elementos:
- Consentimiento de ambas partes.
- Aprobación de derechos y obligaciones para las partes y el juez.

### Litis contestatio como quasicontrato
- No hay acuerdo entre las partes.
- Interviene el magistrado, que es un tercero.
- Produce efectos para un tercero, que es el juez.

## Efectos de la litis contestatio

### Efecto Consuntivo, excluyente y novatorio
- Se consume la acción.
- Queda excluida una nueva litis contestatio.
- Se transforma una obligación civil en procesal: seguir el juicio y aceptar la sentencia.
- Permite hacer una nueva relación jurídica o procesal que sustituye a los efecctos anteriores , que son los fijatorios , propone que el acreedor es el nuevo deudor y que el demandante es el nuev demandado .

### Efecto retroactivo
Los efectos de la sentencia se retrotraen al momento de la litis contestatio.

### Efecto de sanciones
(al demandado)
- Por defensa injusta.
- Por incomparecencia.